# 街頭録音
『街頭録音』（がいとうろくおん）は、日本のラジオ番組。

## 概要

### 沿革
第二次世界大戦終結後の1945年（昭和20年）9月29日から、NHKラジオ第1放送で『街頭にて』（がいとうにて）という番組名で放送開始された市民参加インタビュー番組。1958年（昭和33年）に、同様のフォーマットの番組である『時の動き』内に吸収されるまで続いた。
GHQの「民衆の声を伝えよ」との命令のもと、米国のラジオで「Man on the Street」と称された構成を踏襲し、特定のテーマの下で一般市民の自由な意見を放送に乗せることが企図された。番組名はしばらく一定していなかったが、1946年（昭和21年）5月に『街頭録音』と改称され、以降は終了までこの番組名で続いた。のちに「街頭録音」は、街頭でおこなう録音素材を指す一般呼称になった。

### 内容
初期は、藤倉修一（アナウンサー）が録音マイクを手に、東京の日比谷、銀座、八重洲をはじめとする街頭に立ち、通行人にインタビューを行っていた。テーマには、以下のようなものがあった。
- 戦災孤児の救護について 1946年（昭和21年）11月7日
- 新憲法について 1946年11月12日
- 越冬対策について 1946年12月3日
- 最近の放送について 1947年（昭和22年）1月21日
- 官公吏に望む 1947年1月28日
- 電力問題について 1947年2月13日

同時に、マイクを隠して様々な場所に訪れる試みも行った。ときには暴行を受けることもあったという。初期のシリーズ「青少年の不良化をどうして防ぐか」のうち「多摩の少年たち」では放送史上初めて少年院にマイクを入れ、「ガード下の娘たち」（1947年4月8日収録、4月22日放送）では「パンパン」をまとめる遣り手の女性「ラクチョウのおトキ」へのインタビューに成功し、いずれも反響を呼んだ。同シリーズは、日本のドキュメンタリー番組の先駆け『社会探訪』の誕生のきっかけとなった。
番組開始当初の録音技術は未熟であり、レコード式録音機を搭載した自動車を近くに隠し、近隣から交流電源の電線を引いて電源を確保し、インタビュアーは録音車から伸びた長いマイク線を引きずって歩き回らねばならなかった（肩に掛けて持ち運べる電池式テープレコーダーの日本での実用化および普及は1951年以降のことである）。上述の「ラクチョウのおトキ」への隠し録りインタビューもこの大仕掛けな手法で行われたが、夜間ゆえに注意を引かずに済んだ。おトキは後からラジオで自分の声を聴いて驚いた、と伝えられる。
1947年6月24日放送分では、「経済緊急対策について」と題し、首相に就任したばかりの片山哲を銀座の街頭に招き、街の人々と経済政策を語り合わせた。
番組のフォーマットはのちに、藤倉らインタビュアーが中継車に乗って全国各地の会場（基本的には街頭ではない）を訪れ、テーマにそって、会場に集まった一般市民にインタビューを行う、という方式に変わった。一例として、インタビュアーは1947年11月から翌年5月にかけて、新憲法に関する人々の声を聞くため、大阪、名古屋、仙台、広島、札幌、熊本、松山の会場を回った。ただし、このフォーマットは、録音会場が特定の常連客や意図を持った集団に占領されたほか、激しいヤジで参加者の発言が妨げられて録音が不能になるなどする弊害が次第に続出し、番組終了のきっかけとなった。
放送ライブラリーには上記「ガード下の娘たち」および「日米行政協定をめぐって 丸ビル正面」(1952年3月4日放送分)の録音が所蔵されている。

## 影響
- NHKでは、上述の『時の動き』『社会探訪』をはじめ、『社会の窓』『社会福祉の手引』『県民の時間』のような、あらゆる場所にマイクを持ち込む、「社会番組」と称する形式の番組をのちに数多く制作した[12]。

民間放送においても、『街頭録音』などの影響を受け、『ラジオスケッチ』『マイクは探る』『北から南から』（ラジオ東京）、『時の流れ』『マイクは追う』（中部日本放送）、『青空会議』（文化放送・中部日本放送・新日本放送の共同制作）などの番組が制作された。
- 大阪の朝日放送ではこの番組のパロディとして、中田ダイマル・ラケット司会の『お笑い街頭録音』が1954年（昭和29年）10月より放送され、人気を得た。